# 인세인 클라운 포시
인세인 클라운 포시(Insane Clown Posse)는 미국의 힙합 밴드이다.